# Ryszard Szurkowski
Ryszard Jan Szurkowski (Świebodów, 1946. január 12. – Radom, 2021. február 1.) olimpiai ezüstérmes lengyel kerékpárversenyző.

## Pályafutása
Két olimpián vett részt. Az 1972-es müncheni és az 1976-os montréali olimpián is országúti csapatversenyben ezüstérmet szerzett társaival. Egyéniben 31., majd 12. lett. A világbajnokságokon három arany- és egy ezüstérmet szerzett.

## Sikerei, díjai
- Olimpiai játékok – országúti csapatverseny
  - ezüstérmes (2): 1972, München, 1976, Montréal
- Világbajnokság
  - aranyérmes (3): 1973 (egyéni, csapat), 1975 (csapat)
  - ezüstérmes: 1974 (egyéni)